# Oldřich Tyl
Oldřich Tyl, křtěný Oldřich Josef Karel (10. dubna 1884 Ejpovice – 3. dubna 1939 Praha), byl český racionalistický architekt. Mezi jeho nejznámější realizace patří spoluautorství návrhu projektu Veletržního paláce v pražských Holešovicích, ve spolupráci s arch. Josefem Fuchsem.

## Život

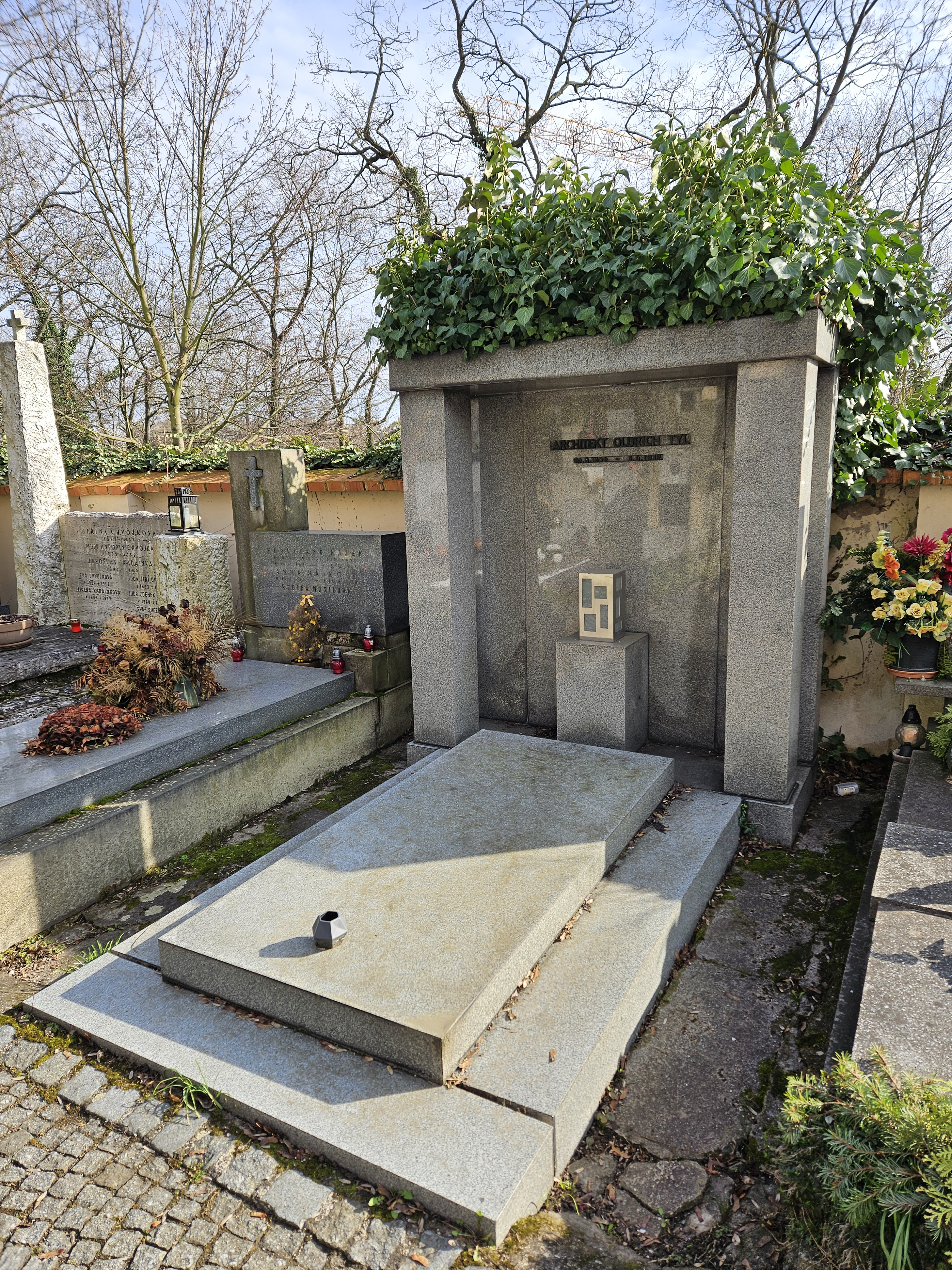
Hrobka Oldřicha Tyla na Šáreckém hřbitově

Narodil se v Ejpovicích nedaleko Plzně v rodině majitele strojního mlýna Josefa Tyla a jeho ženy Karolíny Barbory rodem Vošalíkové z Dýšiny. V letech 1902 až 1909 studoval architekturu na Českém vysokém učení technickém v Praze, kde byl mj. žákem Josefa Schulze. V dalších letech mj. absolvoval šestiletou praxi u stavební firmy Matěje Blechy. První světovou válku strávil jako technický inženýr na italské frontě.
V roce 1922 otevřel vlastní ateliér Tekta a spolu s architekty Ludvíkem Kyselou, Oldřichem Starým a Aloisem Špalkem byl jedním ze zakladatelů časopisu Stavba, jednoho z hlavních orgánů šíření racionalistické architektury v meziválečné Evropě. Byl jedním z autorů manifestu zmíněného časopisu s názvem Náš názor na novou architekturu, publikovaném v č. 3 (1924–1925).
Po nehodě roku 1929, kdy došlo zřícení betonové konstrukce jím navrženého hostelu YWCA, opustil architekturu.
Zemřel 3. dubna 1939 v Praze. Pohřben byl na Šáreckém hřbitově (hrob Š. II I 52).

## Dílo
Zpočátku byl ovlivněn kubismem a rondokubismem (byty v Nezamyslově ulici v Praze) a neoklasicismem (chirurgické oddělení budovy nemocnice v Rakovníku, 1921–1925), posléze se, ovlivněn Ludwigem Miesem van der Rohe a Martem Stamem, se vyvinul směrem k racionalismu. To se projevilo mj. na jeho projektu sociálního penzionu Záchrana v Praze (1923–1926) a projektu Veletržního paláce v Praze (1926–1928, s arch. Josefem Fuchsem). Ten byl ve své době se svou asymetrickou kompozicí, betonovou konstrukcí a pásovými okny jednou z největších budov v racionalistickém stylu postavených v Evropě.
Tyl ve svých dílech spojoval racionalistický purismus a strohost s jistým klasickým pojetím objemů: ubytovna YWCA v Praze (1926–1928) či obchodní pasáž Černá Růže v Praze (1929–1931). V roce 1927 vyhrál soutěž na realizaci Průmyslové školy Hradec Králové, ale projekt nebyl realizován. Jeho myšlenku plánu ve tvaru Y se třemi křídly však převzali Le Corbusier a Marcel Breuer v jiných projektech. Realizoval také dům pro Charlottu Masarykovou na pražském Žižkově.